# Termalizzazione
La termalizzazione è il processo secondo il quale, nell'interpretazione della meccanica statistica, le particelle di un sistema fisico giungono all'equilibrio termico mediante successive mutue interazioni.
In fisica delle particelle, il termine indica il completo assorbimento di una particella negli strati di assorbimento di un rilevatore.